# IndyCar Series 2008
De IndyCar Series 2008 was het dertiende kampioenschap van de IndyCar Series. Het werd gewonnen door Scott Dixon. Tijdens het seizoen werd de 92e Indianapolis 500 gehouden die eveneens gewonnen werd door Dixon. Het was het eerste seizoen na de fusie van de IndyCar Series met het concurrerende Champ Car kampioenschap.

## Races
|    | Datum       | Circuit                         | Winnaar           | Tweede            | Derde             | Pole position     | Snelste ronde     |
| 1  | 29 maart    | Homestead-Miami Speedway        | Scott Dixon       | Marco Andretti    | Dan Wheldon       | Scott Dixon       | Ryan Briscoe      |
| 2  | 6 april     | Stratencircuit Saint Petersburg | Graham Rahal      | Hélio Castroneves | Tony Kanaan       | Tony Kanaan       | Tony Kanaan       |
| 3  | 20 april    | Twin Ring Motegi                | Danica Patrick    | Hélio Castroneves | Scott Dixon       | Hélio Castroneves | Hélio Castroneves |
|    | 20 april    | Stratencircuit Long Beach       | Will Power        | Franck Montagny   | Mario Dominguez   | Justin Wilson     | Antonio Pizzonia  |
| 4  | 27 april    | Kansas Speedway                 | Dan Wheldon       | Tony Kanaan       | Scott Dixon       | Scott Dixon       | Scott Dixon       |
| 5  | 25 mei      | Indianapolis Motor Speedway     | Scott Dixon       | Vitor Meira       | Marco Andretti    | Scott Dixon       | Marco Andretti    |
| 6  | 1 juni      | Milwaukee Mile                  | Ryan Briscoe      | Scott Dixon       | Tony Kanaan       | Marco Andretti    | Scott Dixon       |
| 7  | 7 juni      | Texas Motor Speedway            | Scott Dixon       | Hélio Castroneves | Ryan Briscoe      | Scott Dixon       | Dan Wheldon       |
| 8  | 22 juni     | Iowa Speedway                   | Dan Wheldon       | Hideki Mutoh      | Marco Andretti    | Scott Dixon       | Ryan Briscoe      |
| 9  | 28 juni     | Richmond International Raceway  | Tony Kanaan       | Hélio Castroneves | Scott Dixon       | Tony Kanaan       | Tony Kanaan       |
| 10 | 6 juli      | Watkins Glen                    | Ryan Hunter-Reay  | Darren Manning    | Tony Kanaan       | Ryan Briscoe      | Ryan Briscoe      |
| 11 | 12 juli     | Nashville Superspeedway         | Scott Dixon       | Dan Wheldon       | Hélio Castroneves | Hélio Castroneves | Tony Kanaan       |
| 12 | 20 juli     | Mid-Ohio Sports Car Course      | Ryan Briscoe      | Hélio Castroneves | Scott Dixon       | Hélio Castroneves | Ryan Briscoe      |
| 13 | 26 juli     | Edmonton                        | Scott Dixon       | Hélio Castroneves | Justin Wilson     | Ryan Briscoe      | Will Power        |
| 14 | 9 augustus  | Kentucky Speedway               | Scott Dixon       | Hélio Castroneves | Marco Andretti    | Scott Dixon       | Ed Carpenter      |
| 15 | 24 augustus | Infineon Raceway                | Hélio Castroneves | Ryan Briscoe      | Tony Kanaan       | Hélio Castroneves | Hélio Castroneves |
| 16 | 31 augustus | Belle Isle Park                 | Justin Wilson     | Hélio Castroneves | Tony Kanaan       | Scott Dixon       | Justin Wilson     |
| 17 | 7 september | Chicagoland Speedway            | Hélio Castroneves | Scott Dixon       | Ryan Briscoe      | Ryan Briscoe      | Justin Wilson     |
|    | 26 oktober  | Surfers Paradise                | Ryan Briscoe      | Scott Dixon       | Ryan Hunter-Reay  | Will Power        | Dario Franchitti  |

- Door het samen gaan van het voormalige CART kampioenschap met de Indy Racing League werden de races van Motegi en Long Beach op dezelfde dag gehouden.
- De race in Surfers Paradise telde niet mee voor het kampioenschap.

## Eindrangschikking
| Rank | Rijder            | Ptn |
| ---- | ----------------- | --- |
| 1.   | Scott Dixon       | 646 |
| 2.   | Hélio Castroneves | 629 |
| 3.   | Tony Kanaan       | 513 |
| 4.   | Dan Wheldon       | 492 |
| 5.   | Ryan Briscoe      | 447 |
| 6.   | Danica Patrick    | 379 |
| 7.   | Marco Andretti    | 363 |
| 8.   | Ryan Hunter-Reay  | 360 |
| 9.   | Oriol Servia      | 358 |
| 10.  | Hideki Mutoh      | 346 |
| 11.  | Justin Wilson     | 340 |
| 12.  | Will Power        | 331 |
| 13.  | Vitor Meira       | 324 |

| Rank | Rijder           | Ptn |
| ---- | ---------------- | --- |
| 14.  | Darren Manning   | 323 |
| 15.  | Ed Carpenter     | 320 |
| 16.  | Buddy Rice       | 306 |
| 17.  | Graham Rahal     | 288 |
| 18.  | Ernesto Viso     | 286 |
| 19.  | A.J. Foyt IV     | 280 |
| 20.  | Bruno Junqueira  | 256 |
| 21.  | Mario Moraes     | 244 |
| 22.  | Enrique Bernoldi | 220 |
| 23.  | Jaime Camara     | 174 |
| 24.  | Marty Roth       | 166 |
| 25.  | Milka Duno       | 140 |
| 26.  | Townsend Bell    | 117 |

| Rank | Rijder          | Ptn |
| ---- | --------------- | --- |
| 27.  | Mario Dominguez | 112 |
| 28.  | Jay Howard      | 72  |
| 29.  | Franck Perera   | 71  |
| =    | John Andretti   | 71  |
| 31.  | Tomas Scheckter | 66  |
| 32.  | Alex Tagliani   | 56  |
| 33.  | Paul Tracy      | 51  |
| 34.  | Sarah Fisher    | 37  |
| 35.  | Roger Yasukawa  | 16  |
| =    | Davey Hamilton  | 16  |
| 37.  | Buddy Lazier    | 13  |
| 38.  | Alex Lloyd      | 10  |
| =    | Jeff Simmons    | 10  |